# Ottawa Valley
Vallée de l'Outaouais  (franska) eller Ottawa Valley (engelska) är en dal i Kanada.   Den ligger i provinserna Québec och Ontario, i den sydöstra delen av landet, 120 km nordväst om huvudstaden Ottawa.